# People's Congress Party
People's Congress Party ("Folkets kongressparti") var ett politiskt parti i Kenya, bildat 1958 av Tom Mboya. 
Detta parti var ett av landets största i slutet av 1950-talet. Partiledaren Mboya var en känd fackföreningsledare och använde sig av sina kontakter inom arbetarrörelsen för att bygga upp partiorganisationen.
1960 gick detta parti samman med Kenya African Union och Kenya Independent Movement och bildade Kenyan African National Union (KANU) med Jomo Kenyatta som partiledare och Mboya som generalsekreterare.